# Dongshan (socken i Kina, Sichuan, lat 27,37, long 102,59)
Dongshan (kinesiska: 东山乡, 东山) är en socken i Kina. Den ligger i provinsen Sichuan, i den sydvästra delen av landet, omkring 390 kilometer söder om provinshuvudstaden Chengdu.
Genomsnittlig årsnederbörd är 1 211 millimeter. Den regnigaste månaden är juli, med i genomsnitt 275 mm nederbörd, och den torraste är januari, med 5 mm nederbörd.